# 송현여자중학교
송현여자중학교(松峴女子中學校)는 대한민국 대구광역시 달서구 송현동에 있는 사립 중학교이다.

## 학교 연혁
- 1975년 5월 31일 : 학교법인 송현학원 인가
- 1981년 11월 30일 : 송현여중 설립인가
- 1982년 3월 1일 : 개교 및 초대 교장 도진환 취임
- 1982년 3월 5일 : 제1회 입학식
- 1984년 12월 15일 : 종합관 및 강당신축공사 완공
- 1985년 2월 13일 : 제1회 졸업식
- 2003년 1월 21일 : 학교급식소 준공
- 2018년 3월 2일 : 제37회 입학식(입학생 84명) 거행
- 2022년 2월 11일 : 제38회 졸업식
- 2022년 3월 2일 : 제17대 박영도 교장 취임

## 참고 자료
- 송현여자중학교 - 한국교육학술정보원 학교알리미